# Munsö-ház
A Svea királyságról először 500 körül tesznek említést, amikor Uppland körül, a Mälaren-tó északi részén, megalakul az első svéd királyság. Ennek az Yngling-háznak vagy Munsö-háznak is nevezett családnak a leszármazottjai egészen 1060-ig uralkodtak.
A család ismertebb tagjai:
- (Öreg) Björn
- VI. (Győztes) Erik
- Olof Skötkonung
- Anund Jakab
- (Öreg) Emund